# William Clay
William "Bill" Clay (Yokosuka, Japó, 23 de desembre de 1973) va ser un ciclista nord-americà que va competir en les proves en pista. Va aconseguir guanyar una medalla als Campionats del món en velocitat per equips juntament amb Marty Nothstein i Erin Hartwell. Va participar en els Jocs Olímpics d'Atlanta.

## Palmarès
- 1995
  -  Campió dels Estats Units en velocitat per equips

### Resultats a laCopa del Món
- 1996
  - 1r a Cottbus, en Velocitat